# Rathaus Lankwitz
Das Rathaus Lankwitz ist das ehemalige Rathaus der ehemals selbstständigen Landgemeinde Lankwitz, die 1920 nach Groß-Berlin eingemeindet wurde. Mit der letzten Verwaltungsreform von Berlin im Jahr 2001 wurde Lankwitz ein Ortsteil des Bezirks Steglitz-Zehlendorf. Das erhaltene Bauwerk steht unter Denkmalschutz.

## Baugeschichte
Das Gebäude wurde 1910–1911 nach Entwürfen der Gebrüder Ratz im Stil der Deutschen Renaissance auf dem heutigen Hanna-Renate-Laurien-Platz (damals Marktplatz) erbaut. Der Bauentwurf beinhaltete zugleich auch den Schmuckplatz vor dem Amtsgebäude mit einem Schmuckbrunnen vor. Die Pläne sollten entsprechend dem vorausberechneten Einwohnerzuwachs von Lankwitz (bis zu 200.000 Personen) in zwei Bauabschnitten verwirklicht werden.
An dem zuvor im Jahr 1909 durchgeführten Bauwettbewerb hatten sich mehrere namhafte Architekten, deren Entwürfe nicht zur Ausführung gelangten, beteiligt, darunter Franz Brurein.
Aufgrund der Eingemeindung von Lankwitz im Jahr 1920 nach Groß-Berlin verlor das Rathaus seine Funktion als solches. Der an einer Seite des Bauflügels geplant sich anschließende noch höhere Bau im zweiten Bauabschnitt kam damit nicht zur Ausführung. Das Amtshaus wurde mit der Zuordnung von Lankwitz zum Stadtbezirk Steglitz nun zum Sitz der Bauverwaltung unter Fritz Freymüller.
Nach Zerstörungen im Zweiten Weltkrieg ist das Bauensemble des ehemaligen Rathauses an einigen Stellen nur in vereinfachter Form wieder aufgebaut worden, insbesondere die prägnante achteckige Laterne des Rathausturms und der Schweifwerkgiebel sind heute nicht mehr erhalten.
Zu Beginn des 21. Jahrhunderts konnten Elemente im Inneren des Gebäudes als auch das Äußere umfassend und denkmalgerecht saniert werden.

## Nutzung
Zwischen 1980 und 2007 waren einige Abteilungen des Finanzamtes des Bezirks Steglitz-Zehlendorf in den Räumlichkeiten untergebracht. Seit den 2020er Jahren dient das ehemalige Rathausgebäude dem Amt für Soziales des Bezirks Steglitz-Zehlendorf.

## Beschreibung
Das vierstöckige Gebäude mit ausgebautem Dachgeschoss befindet sich in stumpfer Winkelstellung an einer Grünanlage. Am Portal, an einem zweistöckigen Erker und am Balkon sind noch die früheren Renaissance-Formen erkennbar. Die Fassade ist asymmetrisch gegliedert, was besonders durch den quadratischen nur über einem Bauflügel errichteten Turm zum Ausdruck kommt. Außerdem sind beide Flügel weder gleich lang (30 bzw. 33 Meter) noch gleich breit (11 bzw. 17 m).
Der fertige Rathausbau stellt in seiner Wirkung auf sich nahende Personen eine Art Willkommen dar mit freundlich ausgebreiteten Armen. Seine Errichtung hat rund 380.000 Reichsmark gekostet.
Auf der Wetterfahne des Turmes ist die Jahreszahl seines Wiederaufbaus vermerkt: 1953.
Das moderne Zifferblatt der zum Wiederaufbau neu gefertigten Turmuhr zeigt das Lankwitzer Wappen mit einem Löwen und drei Kornähren. Zudem zeigt die Wetterfahne das Jahr der Wiederinbetriebnahme: 1953.

## Architektur
Der Baukörper ist neunzehnachsig und mittels Lisenen waagerecht betont. Der ursprüngliche Rathausturm war höher und trug auch ein Glockenspiel.
Die beiden wichtigsten Etagen waren das Hochparterre, auch erstes Obergeschoss genannt, und das Hauptgeschoss. Zum Eingang führte eine achtstufige Freitreppe hinauf, die die Besucher in eine repräsentative Eingangshalle und weiter in eine Empfangshalle geleitet.
Im ersten Obergeschoss gab es unter anderem die Einwohnermeldestelle, das Standesamt, die Gemeindekasse, eine Armenabteilung und eine kleine Registratur.

Im Hauptgeschoss befanden sich alle Büros, ein großer Sitzungssaal und kleinere Beratungsräume, eine Handbibliothek („Bücherei“), der Arbeitsraum des Bürgermeisters, Sanitäranlagen und Aktenablagen.
Die Schmuckelemente des Gebäudes wie die Portalumrandung, die Brüstungen des Balkons und des Erkers bestanden aus Verblendungen mit Alt-Warthauer Sandstein.
Im unteren Geschoss wurde – wie dazumal üblich – ein bewirtschafteter Ratskeller eingerichtet.

## Ausstattung
Die Möbel für die Amtsstuben wurden von einheimischen Handwerksmeistern aus Holz (wie dem „Meister Lobs“) oder aus Metall gefertigt und mit Schnitzereien oder schmiedeeisernen Ornamenten (bspw. für die Treppengeländer) verziert. Teilweise erhielten Wände, Decken und Fußböden bildnerischen Schmuck, deren Entwürfe der in Zehlendorf beheimatete Bildhauer Carl Taubert lieferte. Der Kunstmaler Julius Bodenstein gestaltete Wand- und Türbilder und der Innenarchitekt Julius Petersen fertigte sehenswerte Lampen.
Von den hier genannten Ausstattungsgegenständen sind nach dem Zweiten Weltkrieg noch die Treppenanlagen und Teile der Wandverkleidungen des Bürgermeisterzimmers erhalten.

## In der Umgebung

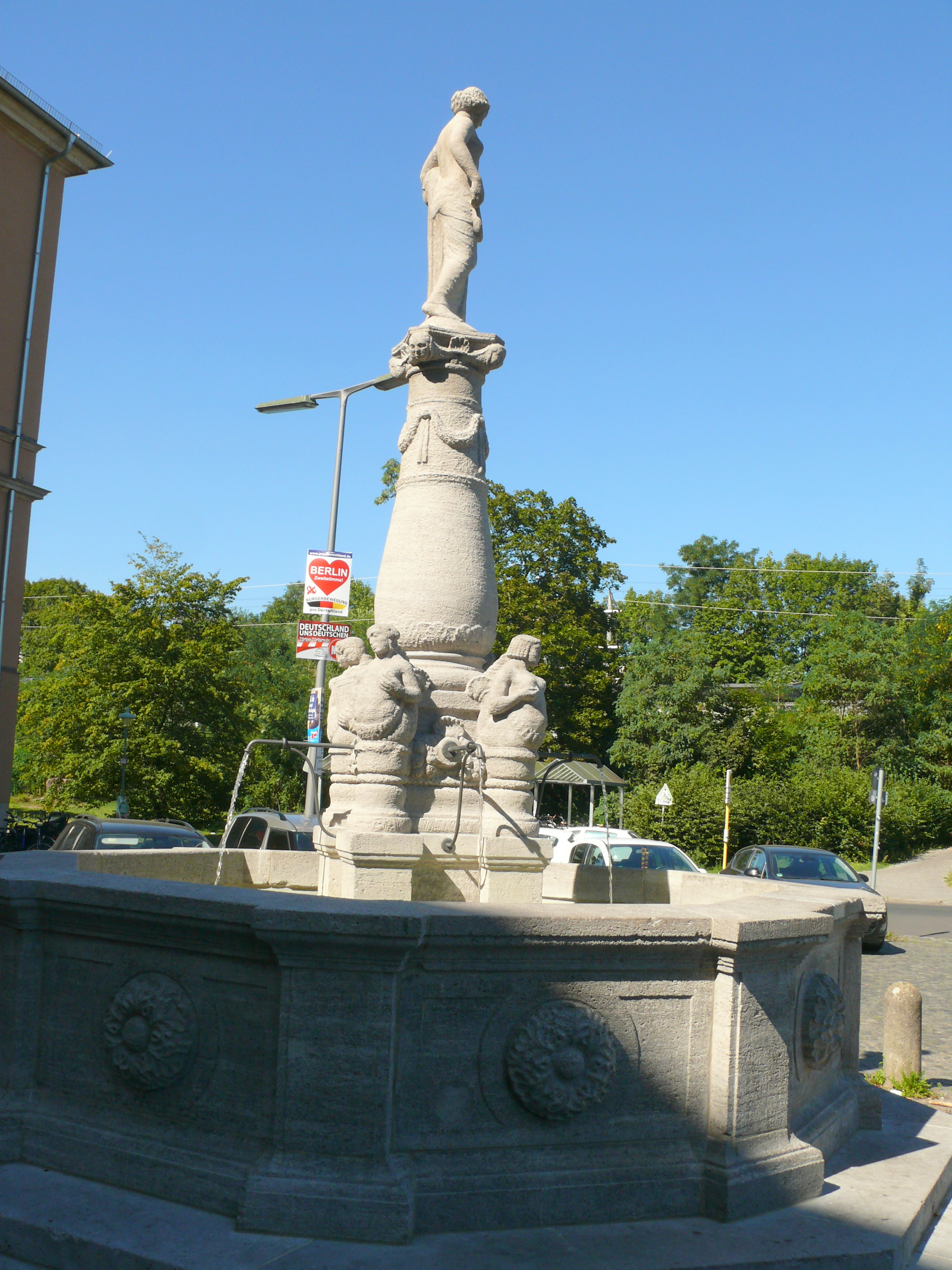
Vier-Winde-Brunnen auf dem Platz vor dem Rathaus

Auf der Grünanlage vor dem Rathaus wurde im Jahr 1912 der von Ludwig Isenbeck und Johannes Hinrichsen gestaltete Vier-Winde-Brunnen aufgestellt, der aus Muschelkalkstein gefertigt ist und vier Fabelwesen sowie eine weibliche Allegorie zeigt; der Brunnen ist ebenfalls denkmalgeschützt. In unmittelbarer Nähe befindet sich der S-Bahnhof Lankwitz. Schräg gegenüber des Rathauses liegt das „Käseglocke“ genannte Baudenkmal am Bernkastler Platz.